# Optică cuantică
Optica cuantică este o ramură a opticii care se folosește de fizica semiclasică și mecanica cuantică pentru investigarea fenomenelor care implică lumina și interacțiunile sale cu materia la nivel submicroscopic.